# Oakdale (Wisconsin)
Oakdale es una villa ubicada en el condado de Monroe en el estado estadounidense de Wisconsin. En el Censo de 2010 tenía una población de 297 habitantes y una densidad poblacional de 133,81 personas por km².

## Geografía
Oakdale se encuentra ubicada en las coordenadas 43°57′45″N 90°22′43″O / 43.96250, -90.37861. Según la Oficina del Censo de los Estados Unidos, Oakdale tiene una superficie total de 2.22 km², de la cual 2.22 km² corresponden a tierra firme y (0%) 0 km² es agua.

## Demografía
Según el censo de 2010, había 297 personas residiendo en Oakdale. La densidad de población era de 133,81 hab./km². De los 297 habitantes, Oakdale estaba compuesto por el 98.32% blancos, el 0.67% eran afroamericanos, el 0.67% eran amerindios, el 0.34% eran asiáticos, el 0% eran isleños del Pacífico, el 0% eran de otras razas y el 0% pertenecían a dos o más razas. Del total de la población el 0% eran hispanos o latinos de cualquier raza.